# 麻家坞镇
麻家坞镇，是中华人民共和国河北省沧州市任丘市下辖的一个乡镇级行政单位。

## 行政区划
2010年麻家坞乡撤乡设镇，麻家坞镇政府驻麻家坞二村，辖24个行政村。
麻家务一村、麻家务二村、麻家务三村、尹村、北郎庄村、南马庄村、东陈庄村、辛立庄村、刘村、齐家泊村、刘家泊村、孟庄村、南畅支村、南芦庄村、杨各庄村、郭庄村、五好庄村、坞坊村、北畅支一村、北畅支二村、北畅支三村、大纪庄村、小纪庄村和北马庄村。